# Nikolaos Gysis
Nikolaos Gysis (in greco Νικόλαος Γύζης?, pron. [niˈkolaos ˈʝizis]; Tinos, 1º marzo 1842 – Monaco di Baviera, 4 gennaio 1901) è stato un pittore greco.
È stato uno dei massimi esponenti della cosiddetta "Scuola di Monaco" il principale movimento pittorico greco della seconda metà del XIX secolo. Le sue opere hanno come tema principale la vita quotidiana, e spesso quello della famiglia e dei bambini.

## Biografia
Figlio di Ounofrios Gysis, un domestico, e della sua sposa Margarita Psalti, si trasferì con la sua famiglia nel 1850 ad Atene dove frequentò la Scuola delle belle arti. Grazie ad una borsa di studio poté continuare i suoi studi in Germania all'Accademia delle belle arti di Monaco, città dove si trasferì a vivere.
Nel 1872 tornò ad Atene dove soggiornò alcuni anni, conoscendo anche quella che nel 1877 diventerà sua moglie, Artémis Nazos. In questo periodo trasformò la casa paterna in un atelier d'arte. Sempre in questi anni compì alcuni viaggi assieme all'amico Nikiphoros Lytras, in Asia minore e a Parigi. Nel 1882 tornò a vivere, stavolta definitivamente, a Monaco dove nel 1886 ottenne un posto da professore nell'Accademia. Tra i suoi allievi Maximilian Wachsmuth, Georgios Jakobides, Ernst Oppler, Fritz Osswald, Stefan Popescu, Anna May-Rychter e Walter Thor.
Morì di leucemia il 4 gennaio 1901 a Monaco, dove è anche sepolto.

## Galleria di dipinti

Guerriero orientale (1842)
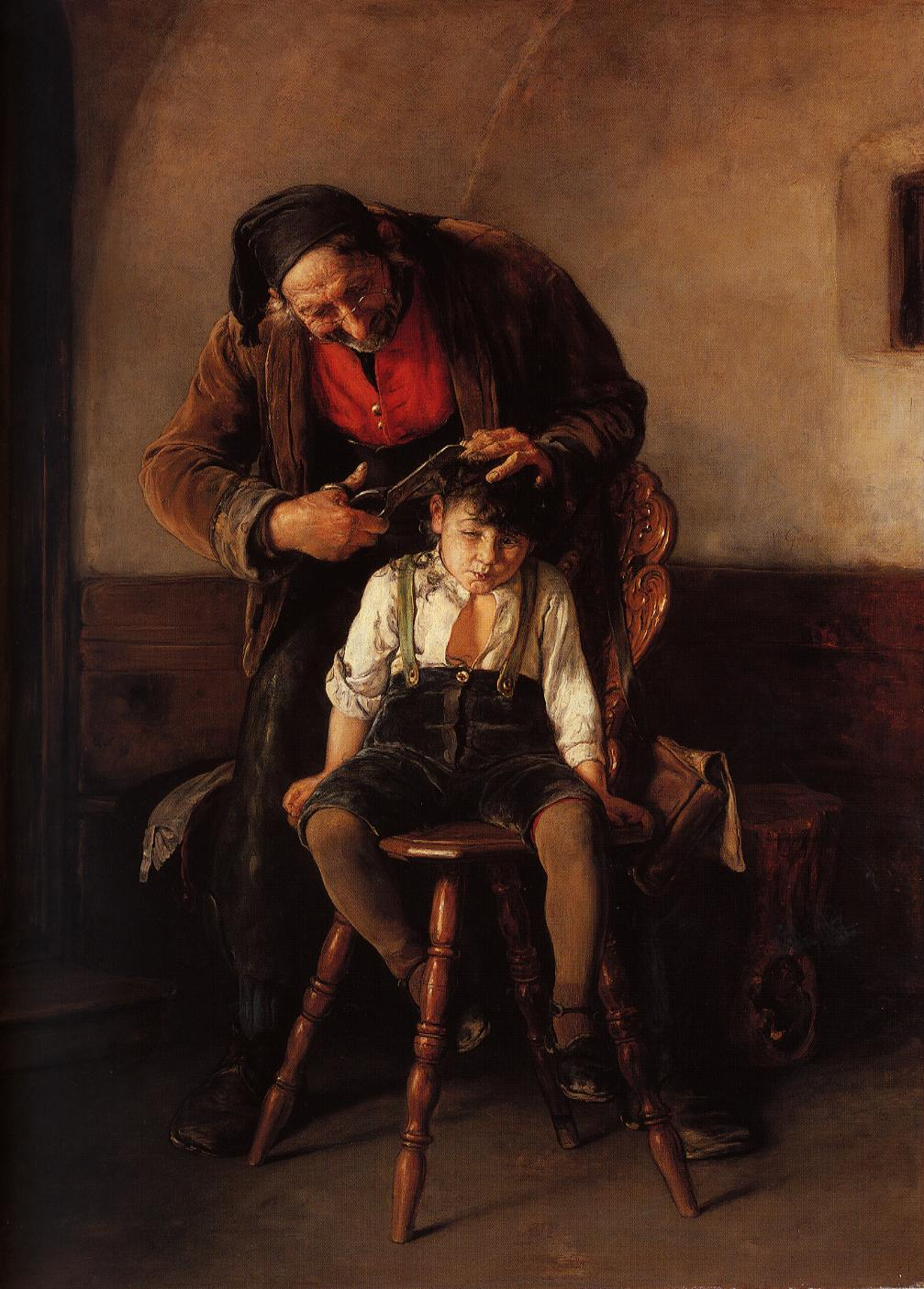
Il barbiere (1880)
La memorizzazione (1883)
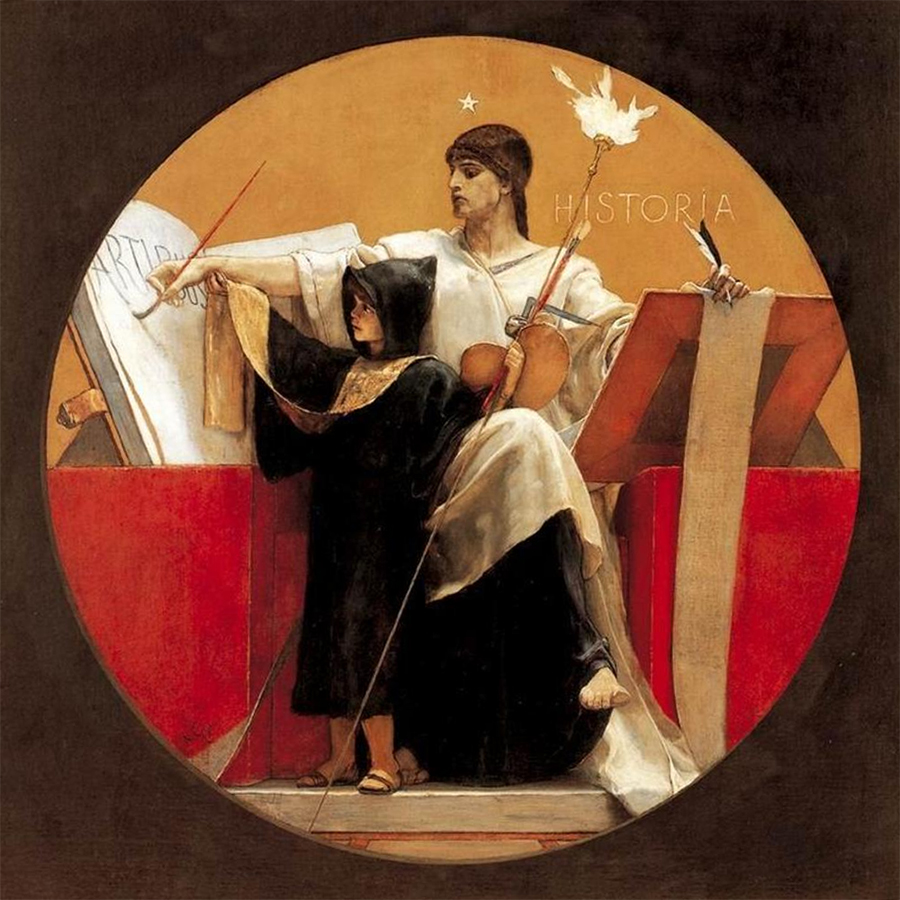
Allegoria della Storia (1892)
La gloria di Psara (1898)